# 김민지 (배구 선수)
김민지(1985년 5월 25일 ~ )는 대한민국의 여자 배구 선수이다. 스파이크 높이는 304cm, 블로킹 높이는 296cm이다. 가족은 부모님과 1남 2녀 중 첫째이다.

## 약력
김민지는 초등학교 4학년 때 처음 배구를 시작하여 중앙여자고등학교를 졸업하고, 2003년 LG정유 여자배구단(현 GS칼텍스 서울 KIXX 여자배구단)에 입단했다. 2002년 17세에 청소년 국가대표로 발탁되어, 베트남에서 열린 아시아청소년선수권대회에서 득점상, 블로킹상, 베스트6상을 수상하는 등 맹활약했다.
NH농협 2008~2009 V-리그가 끝난 후 그녀는 FA(자유 계약) 자격을 취득하였고, "프랜차이즈 스타"가 되기를 희망하여 잔류를 결정하고 3년간 원 소속팀과 재계약했다. 연봉은 1억 3천만원으로 김사니와 함께 여자 배구 선수 최고 연봉을 기록하였다. 11-12시즌 후 FA계약에 실패해 12-13 시즌에 뛸 수 없게 되었다.

## 주요 수상 경력
- V-리그 기량발전상: 2005
- 2006년 2005~2006 V-리그 페어플레이상
- 2008년 제1회 AVC컵 여자배구대회 득점상